# Abel Figueiredo
Abel Figueiredo är en kommun i Brasilien.   Den ligger i delstaten Pará, i den centrala delen av landet, 1 200 km norr om huvudstaden Brasília. Antalet invånare är 6 792.
Omgivningarna runt Abel Figueiredo är huvudsakligen savann. Runt Abel Figueiredo är det glesbefolkat, med 11 invånare per kvadratkilometer.